# 志村光安
志村 光安（しむら あきやす）は、戦国時代から江戸時代初期にかけての武将。最上氏の家臣。通称は伊豆守（若年期は九郎兵衛と名乗っていた説もあり）。

## 生涯
最上家譜代の家臣・志村光清の子として出羽国漆山地区志村に誕生したと伝わる（生年不詳）。最上義光に仕える。
「性剛にして、口才人を挫き、いかなる強敵も彼の前には降った」という。谷地の領主・白鳥長久が織田信長に訴え出羽を奪おうとすると、主君・最上義光が出羽守に認可されるべく織田信長に使者として派遣された。この交渉にて最上家の系図を示し、義光の出羽守叙任を許可させた。
天正12年（1584年）の寒河江氏、天童里見氏との戦いにおいても武功を挙げた。
慶長5年（1600年）の慶長出羽合戦で、上杉氏が2万を率いて最上領に侵攻してきた際、光安も長谷堂城の守備を担当した。鮭延秀綱の支援も受け、伏兵などを駆使して直江兼続の軍勢に抵抗し、城を守りきって大きく貢献した。他に狐越街道を撤退する上杉軍の追撃戦や、上杉軍の志駄義秀が籠もる東禅寺城（酒田城）攻撃にも加わり、戦後、亀ヶ崎城と改称した東禅寺城3万石を賜った。また、庄内における寺社の復興（1608年羽黒山五重塔の修造等）にも努めた。
慶長8年（1603年）、酒田に巨大亀が上陸し、これを主君・義光に報告した。これを吉兆として東禅寺城を亀ヶ崎城、大宝寺城を鶴ヶ岡城と改めたという逸話が残る。没年は慶長14年（1609年）とも、慶長16年（1611年）ともされる。
光安の死後、子・光惟（光清）が継いだが、元和3年（1617年）最上氏の内紛で、清水義親の意を受けた一栗高春に殺害された。残された一族は、最上氏改易後は山形藩の家老となり、その後江戸に移り、水野忠邦の第一家老などを務め、明治維新後は江戸藩邸に留まった。また他には、最上氏の改易後、東根地方で帰農すると横尾姓を名乗り、代々郡中総代名主を務めた系譜もあるという。

## 逸話
- 若松寺の郷目貞繁筆板絵著色神馬図絵馬（重文）には余白に『志村九郎』の落書があり、天童攻め以降に光安により書き入れられたものとみられる。